# Économie socialiste de marché
Ne doit pas être confondu avec Économie sociale de marché ou Économie sociale marchande.
L'économie socialiste de marché est un terme employé par les dirigeants de la république populaire de Chine, notamment par Deng Xiaoping, pour désigner leur système économique à la suite des réformes de l'économie planifiée. Dans ce système, libéralisme économique et contrôle politique autoritaire se côtoient en une formule spécifique.
Ce modèle dérive des travaux de l'économiste polonais Oskar Lange, qui élabora, dans les années 1920, un modèle de planification économique où, en situation de libre-marché, l’État possède les moyens de production, et une autorité centralisée détermine les prix de façon empirique.
En 1961, Mao, affaibli par la maladie et l'échec du Grand Bond en avant, se met en retrait de la vie politique. Il est censé céder sa place de président du Parti communiste chinois à Lin Biao, mais celui-ci meurt dans des circonstances suspectes en 1971. Après plusieurs années de lutte pour le pouvoir, c'est finalement Deng Xiaoping, dirigeant issu du courant pragmatique, qui y accède en 1978. Il entame alors une politique d'ouverture avec l'Occident et de libéralisation de l'économie chinoise, à bout de souffle après vingt années d'économie approximative. Il en résulte des lois permettant le droit à la propriété privée et une certaine moyennisation de la société.
L'économie socialiste de marché de la République populaire de Chine se distingue toutefois du socialisme pratiqué en Europe et en Amérique (économie sociale de marché) :
- L'économie socialiste de marché de la République populaire de Chine s'appuie sur une continuité de la gouvernance politique, qui repose sur le contrôle des institutions par un parti unique ;
- La propriété publique y reste importante et centrale contrairement aux pays ayant recours aux PPP et autres concessions ;
- La régulation gouvernementale de l'économie de marché par des moyens macro-économiques est essentielle dans une économie socialiste de marché.

Cette économie socialiste de marché s'insère de manière particulière dans l'économie mondiale, notamment avec les transferts de technologies liés aux coentreprises et la prise de contrôle de sociétés occidentales dans des secteurs clés, ainsi que d'une partie des dettes américaines et européennes.